# If the Lights Go Out
"If the Lights Go Out" to jedenasty singel urodzonej w Gruzji brytyjskiej piosenkarki Katie Melua, trzeci z jej trzeciego albumu zatytułowanego Pictures.

## Lista utworów
- "If The Lights Go Out" (Radio Mix)
- "Looking for Clues"